# گرند ریورز (کنتاکی)
گرند ریورز (به انگلیسی: Grand Rivers) شهری در ایالت کنتاکی کشور ایالات متحده آمریکا است که جمعیت آن در سرشماری سال ۲۰۱۰ میلادی، ۳۸۲ نفر بوده‌است.